# Herengracht 380-382
Herengracht 380-382 is een kantoorgebouw aan de Herengracht in Amsterdam-Centrum.
De geschiedenis van dit adres gaat terug tot begin 17e eeuw. In 1775 stonden er drie gebouwen, een gebouw uit 1730 met een halsgevel en twee gebouwen met trapgevels. Die laatsten waren aangepast door Jacob Otten Husly, ontwerper van Felix Meritis. Jacob Nienhuys, toen net een vijftiental jaar terug vanuit Nederlands-Indië, kocht in 1887 nummer 382. Hij liet het renoveren, maar tijdens de droogwerkzaamheden werd op zondag 15 januari 1888 bij een controle door de brandweer brand geconstateerd. Bluswerkzaamheden, waaraan vier stoomspuiten en de blusboot Jan van der Heyden deelnamen, waren moeilijk vanwege harde wind en ijskou. Het gebouw was dan ook de volgende ochtend, toen nog steeds geblust werd in ijs gehuld. Het pand raakte dermate beschadigd dat het verder werd afgebroken. Nienhuys had inmiddels ook pand 380 aangekocht en liet dat mede afbreken. Hij liet door Abraham Salm, zijn naam wordt in de gevel vermeld, een nieuw pand ontwerpen. Ook daarbij keek Nienhuys niet op een paar centen. Het ontwerp liet een gebouw zien, dat leek op een buitenhuis dat je eerder zou vermoeden aan de Loire. Salm had in Parijs gestudeerd. Inspiratie haalde hij uit de buitenverblijven Kasteel van Blois en Kasteel van Chenonceau, alsmede het huis 660 5th Avenue van William Kissam Vanderbilt in New York, dat in dezelfde stijl werd opgetrokken. Deze Frans I-stijl zou maar zelden gebruikt worden in Amsterdam. Aan de buitenzijde zijn uitbundige versieringen te zien zoals portretmedaillons en grotesken, deels uitgevoerd door Johannes Franse. Verder zijn er beeldhouwwerken van Mercurius en Minerva uit het Atelier Van den Bossche en Crevels te zien aan de zandstenen voorgevel. Ook lelies zijn aan het gebouw terug te vinden.  
In tegenstelling tot de toegepaste bouwstijl aan de buitengevels is het intern in allerlei stijlen ingericht, zoals een Moorse badkamer, een biljartkamer in Lodewijk XVI-stijl en een woonkamer in Hollandse renaissancestijl. Opmerkelijk was voorts dat Nienhuys het gebouw liet voorzien van elektrisch licht, een van de eerste gebouwen in de hele stad met een inwendige centrale.
Nienhuys ging er met zijn gezin en personeel in 1891 wonen. In 1909 verkocht Nienhuys het pand aan de Deli Maatschappij. Daarna wisselde het pand regelmatig van eigenaar van Deutsche Bank tot het Ministerie van Financiën. Deze gebruikers lieten allemaal hun sporen na, zo verdween de bijbehorende tuin. In 1993 onderging het pand de grootste renovatie in opdracht van de Rijksgebouwendienst. Oorspronkelijke bouwelementen, die letterlijk en figuurlijk weggemoffeld waren, werden weer naar voren gehaald. Tevens werd op het terrein van de voormalige tuinen nieuwbouw gepleegd. Op 22 september 1997 betrok het NIOD het gebouw. In 1999 kwamen bij verdere werkzaamheden nog oude bloemschilderingen naar voren.
Het pand werd in 1970 ingeschreven als rijksmonument in het monumentenregister.

## Afbeeldingen

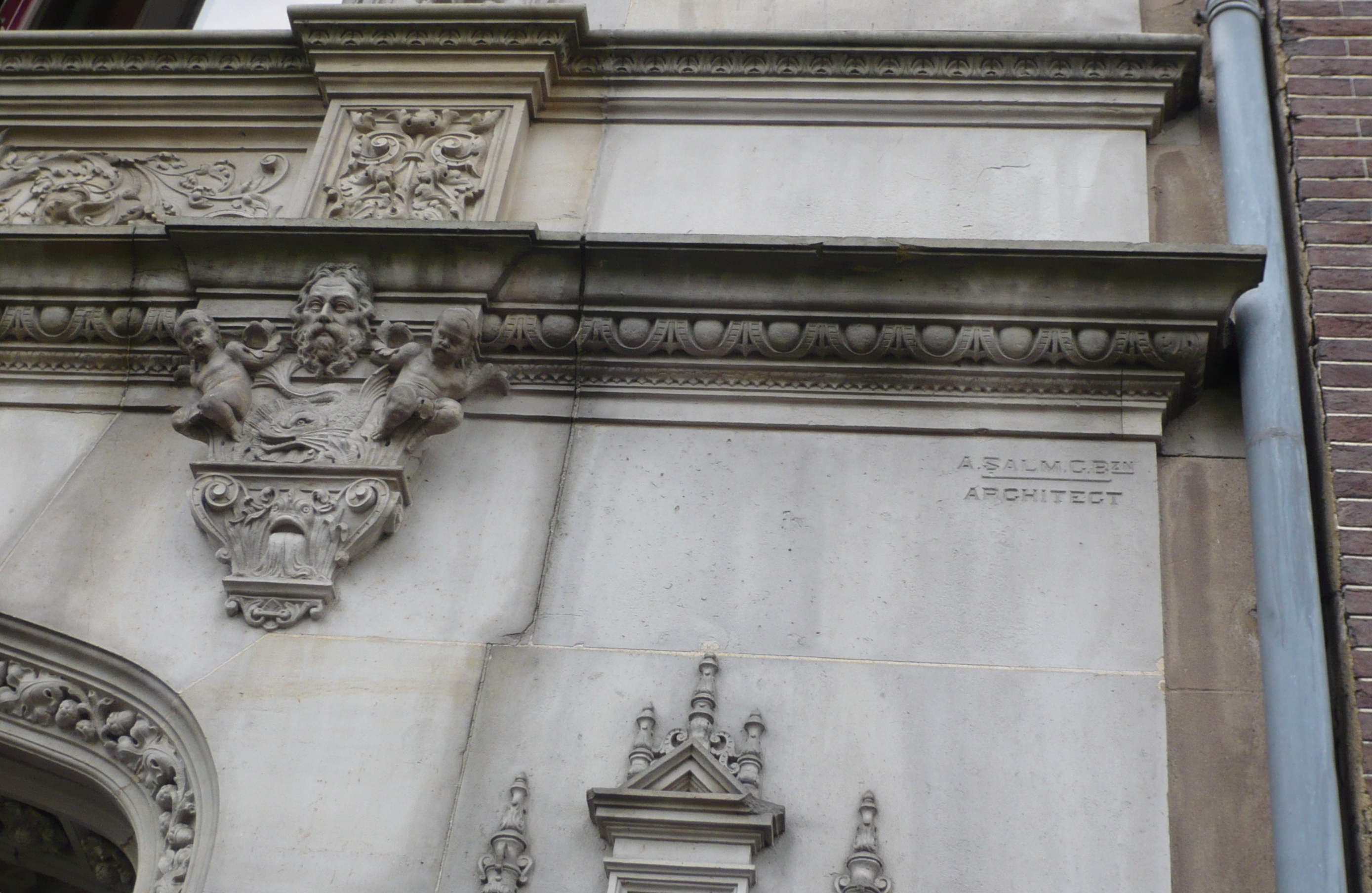
Vermelding A. Salm
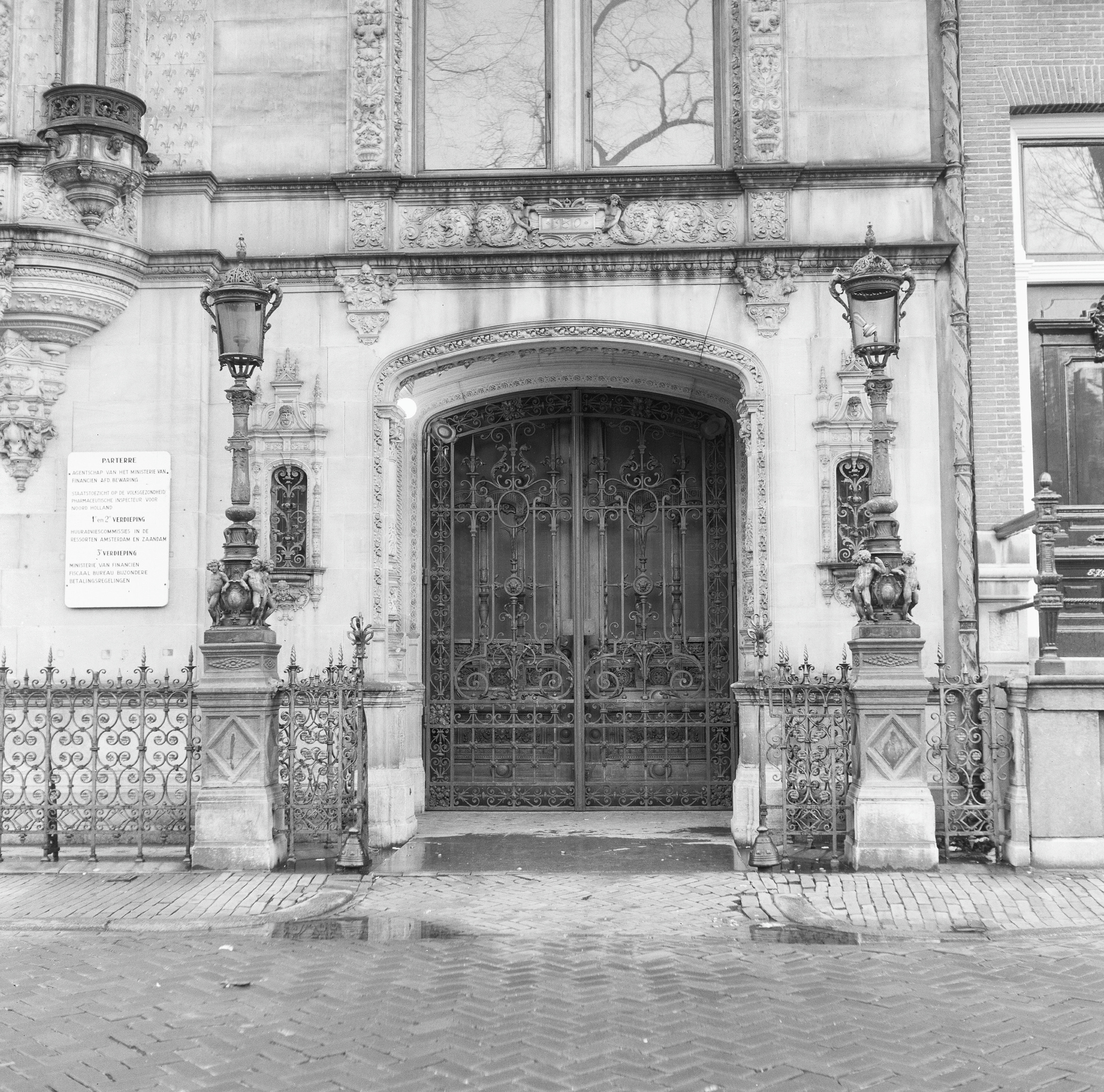
Afwijkende ingang tevens dienende tot toegang achterliggende koetshuis
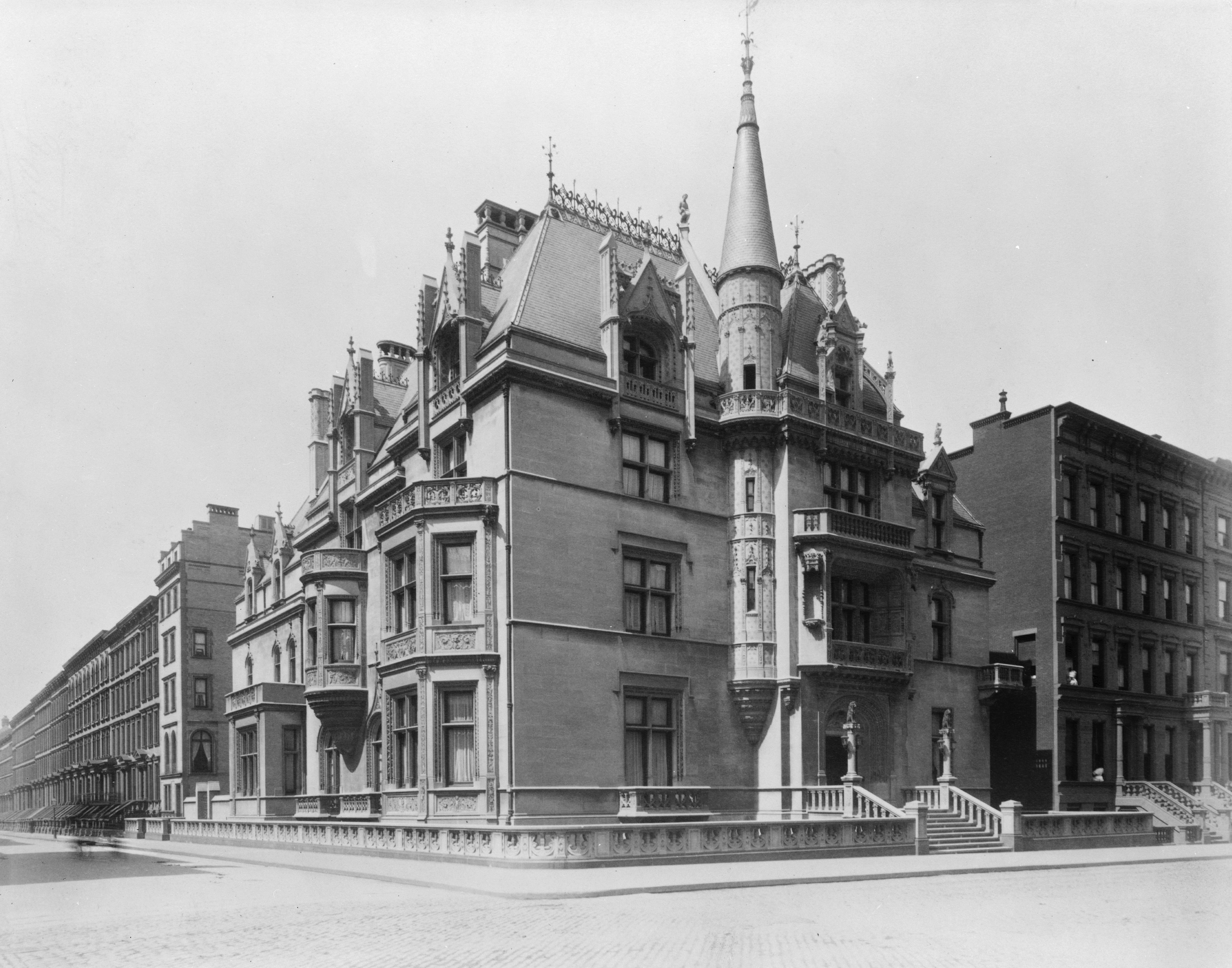
Een van de voorbeelden (W.K. Vanderbilt)
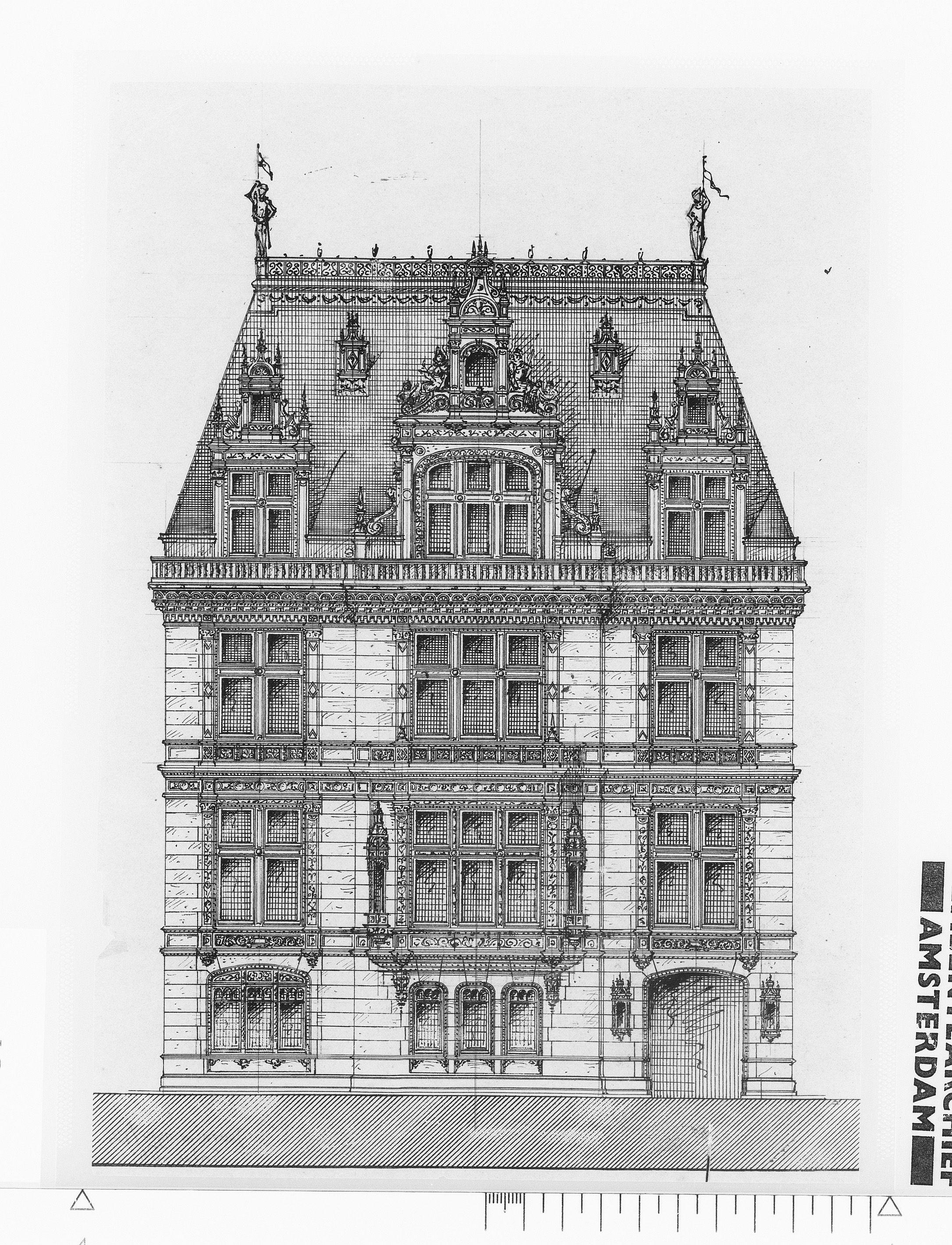
Bouwtekening van de gevel.
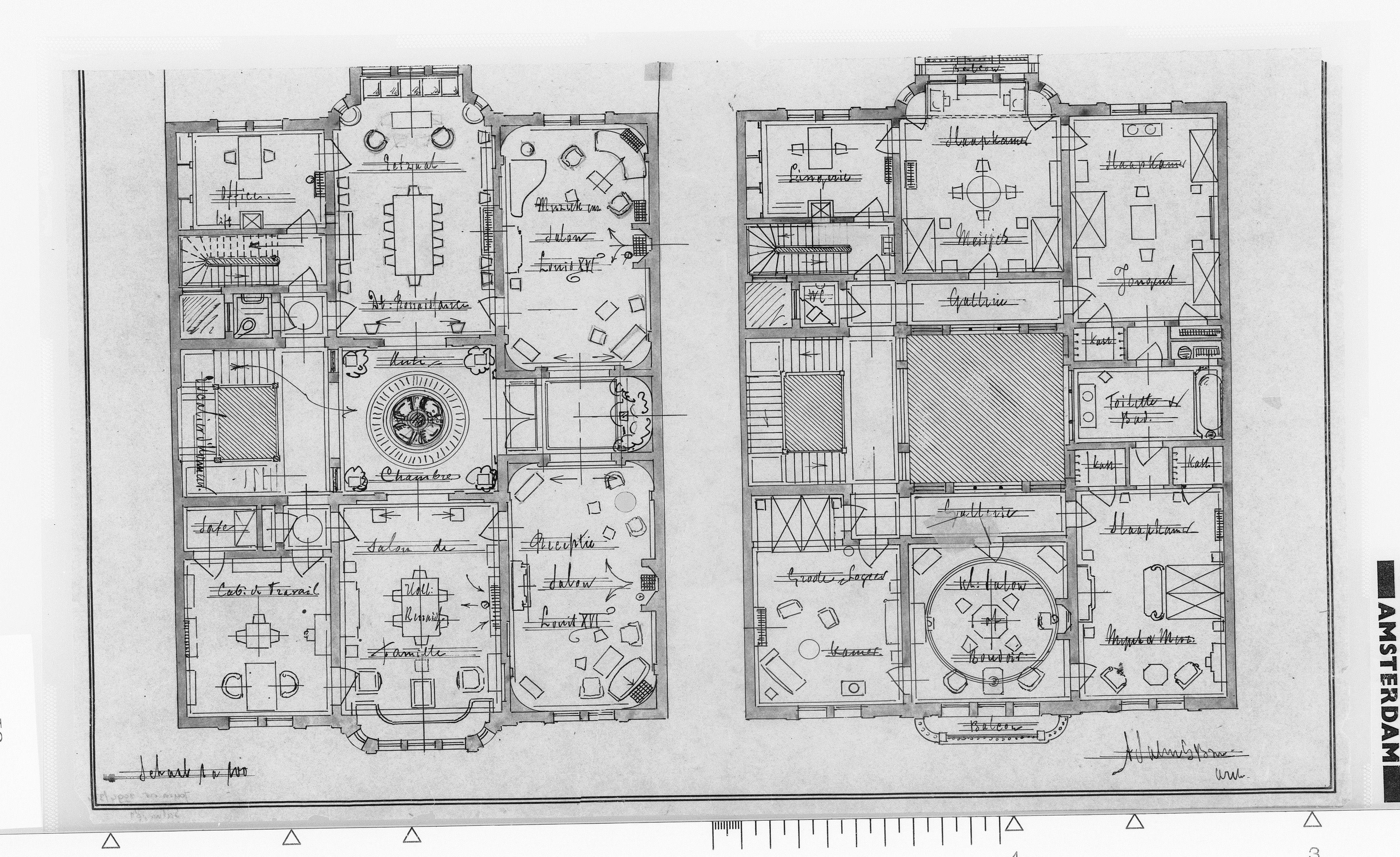
Plattegrond eerste en tweede etage
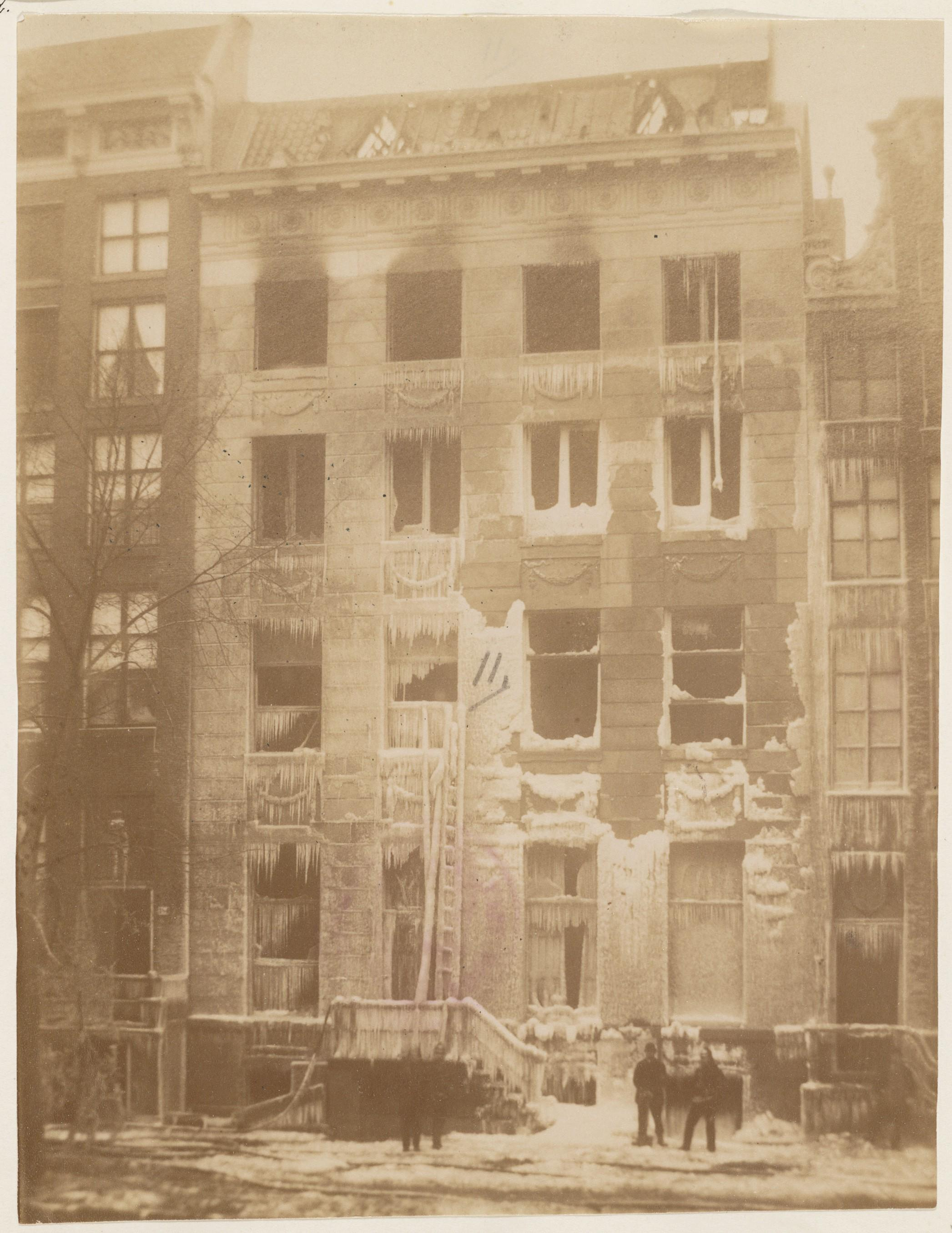
Het afgebrande gebouw Herengracht 380 in januari 1888, met ijspegels aan de ramen